# Fredi Albrecht

Fredi Albrecht, Nürnberg 2006

Fredi Albrecht (* 23. Juni 1947 in Albrechts) ist ein ehemaliger deutscher Ringer und Kampfrichter.

## Werdegang
Fredi Albrecht wurde das Ringen gewissermaßen in die Wiege gelegt, war doch der mehrfache gesamtdeutsche Meister und vielfache DDR-Meister Herbert Albrecht sein Vater. Er begann deshalb schon früh mit dem Ringen und hatte bereits als Jugendlicher schöne Erfolge. Er rang dabei ausschließlich im griechisch-römischen Stil. Als sich seine große Veranlagung zeigte, wechselte er zum SC Motor Zella-Mehlis, wo Helmut Albrecht aus Viernau sein Trainer wurde. Außerdem besuchte er in Zella-Mehlis die Kinder- und Jugendsportschule. Der 1,89 m große Athlet startete zunächst in der Halbschwergewichtsklasse, wuchs aber bald in das Schwergewicht hinein. 1967 belegte er bei den DDR-Meisterschaften in der Halbschwergewichtsklasse den 3. Platz, das war nur drei Jahre, nachdem sein Vater Herbert 1964 letztmals DDR-Meister geworden war. Fredi Albrecht gelang auch eine gute internationale Karriere, er wurde Vizewelt- und Vizeeuropameister.
Nach dem Ende seiner Laufbahn als aktiver Ringer wurde Fredi Albrecht Kampfrichter und kam sechsmal bei Olympischen Spielen zum Einsatz.
Nach der politischen Wende 1989/90 zog Fredi Albrecht nach Veitshöchheim bei Würzburg, wo er noch heute lebt und arbeitet.

## Internationale Erfolge als Sportler
(OS = Olympische Spiele, WM = Weltmeisterschaft, EM = Europameisterschaft, GR = griech.-röm. Stil, Hs = Halbschwergewicht, S = Schwergewicht, damals bis 90 kg bzw. 100 kg Körpergewicht)
- 1967, 2. Platz, "Mälar"-Cup in Västerås, GR, Hs, hinter Nicolae Martinescu, Rumänien u. vor Nilsson, Schweden;

- 1970, 3. Platz, Turnier in Berlin (Ost), GR, S, hinter Schramzow, Sowjetunion u. Jürgen Klinge, DDR;

- 1972, 5. Platz, EM in Kattowitz, GR, S, mit Siegen über Piro Kokolari, Albanien und Tore Hem, Norwegen und Niederlagen gegen Nicolae Martinescu, Rumänien und Andrzej Skrzydlewski, Polen;

- 1972, 5. Platz, OS in München, GR, S, mit Sieg über Makoto Saito, Japan und Niederlagen gegen Ferenc Kiss, Ungarn und Martinescu;

- 1973, 2. Platz, "Mälar"-Cup in Västerås, GR, S, hinter Nicolae Martinescu u. vor Nilsson, Schweden;

- 1974, 3.Platz, EM in Madrid, GR, S, mit Siegen über Aslan Aslan, Türkei, Caj Malmberg, Finnland, Heinz Schäfer, Bundesrepublik Deutschland und Zdenek Chara, Tschechoslowakei und Niederlagen gegen Nikolai Balboschin, Sowjetunion und Kamen Losanow Goranow, Bulgarien;

- 1974, 12. Platz, WM in Kattowitz, GR, S, mit Unentschieden gegen Lozanow und einer Niederlage gegen Skrzydlewski;

- 1975, 2. Platz, EM in Ludwigshafen am Rhein, GR, S, mit Siegen über József Farkas, Ungarn, Skrzydlewski uö. Markku Virtanen, Finnland und einer Niederlage gegen Balboschin;

- 1975, 2. Platz, WM in Minsk, GR, S, mit Siegen über Martinescu, Baram Moshtagi, Iran, Sven-Erik Studgsgaard, Dänemark, Skrzydlewski und József Farkas und einer Niederlage gegen Lozanow;

- 1976, 7. Platz, OS in Montreal, GR, S, mit Sieg über Yosunari Akiyama, Japan und Niederlagen gegen Tore Hem und József Farkas;

- 1977, 6. Platz, EM in Bursa, GR, S, nach Niederlagen gegen Georgi Rajkow, Bulgarien und Ivan Savin, Rumänien

## DDR-Meisterschaften
- 1967, 3. Platz, GR, Hs, hinter Jürgen Klinge, SC Leipzig und Peter Wismer, SG Dynamo Luckenwalde,
- 1968, 2. Platz, GR, Hs, hinter Klinge und vor P. Wismer,
- 1969, 1. Platz, GR, S, vor Klinge und O. Wismer, Eisenach,
- 1970, 1. Platz, GR, S, vor O. Wismer und Carl, Leipzig,
- 1971, 1. Platz, GR, S, vor Klinge und Wolter, Rostock,
- 1972, 2. Platz, GR, S, hinter Klinge und vor Bohndorf, Leipzig,
- 1973, 1. Platz, GR, S, vor Vogelsang, Rostock und Irmscher, Zella-Mehlis,
- 1974, 1. Platz, GR, S, vor Meißner, Luckenwalde und Vogelsang,
- 1975, 1. Platz, GR, S, vor Vogelsang und Carl, Gelenau,
- 1976, 1. Platz, GR, S, vor Püschel, Leipzig und Fleischhauer, Artern,
- 1977, 1. Platz, GR, S, vor Holländer, Tambach-Dietharz und Püschel

## Laufbahn und Einsätze als internationaler FILA-Kampfrichter
- 1984 Olympische Spiele in Los Angeles
- 1988 Olympische Spiele in Seoul
- 1992 Olympische Spiele in Barcelona
- 1996 Olympische Spiele in Atlanta
- 2000 Olympische Spiele in Sydney
- 2004 Olympische Spiele in Athen